# John F. Lowder
John F. Lowder (tiếng Anh: John F. Lowder, 1843-1902) là một luật sư người Anh hoạt động ở Nhật Bản từ cuối thời Edo đến thời đại Meiji. Một trong những người nước ngoài được thuê tại Nhật Bản.

## Sự nghiệp - Con người
Ông đến Nhật Bản vào năm đầu tiên của thời Bunkyu (1861) và từng là nhân viên của Lãnh sự sứ quán Anh. Sau khi  nhà Minh Trị phục hồi, vào năm thứ 18 của thời đại Meiji (1872), ông làm cố vấn pháp lý cho Bộ Tài chính và đã tham gia sửa đổi các quy tắc của Hải quan Yokohama. Ông cũng từng là cố vấn pháp lý cho các bộ khác nhau cùng một lúc.
Ông chết ở Nhật Bản năm 1902 (thời đại Meiji 35)